# Stadtsee (Strasburg)
Der Stadtsee ist ein See bei Strasburg (Uckermark) im Landkreis Vorpommern-Greifswald in Mecklenburg-Vorpommern.

## Lage und Ausdehnung
Das etwa 20 Hektar große Gewässer befindet sich im Stadtgebiet von Strasburg (Uckermark), 500 Meter südöstlich vom Ortszentrum entfernt auf einer Höhenlage von rund 56 m NHN. Der See verfügt zudem über eine kleine bewachsene Insel. Von Westen aus verfügt der See über einen Zufluss durch den Mühlbach, der ihn im Norden wieder verlässt und in Richtung Uecker fließt. Die maximale Ausdehnung des Stadtsees beträgt etwa 580 mal 420 Meter, die Tiefe 1 bis 2,5 m.

## Entstehung und Geschichte

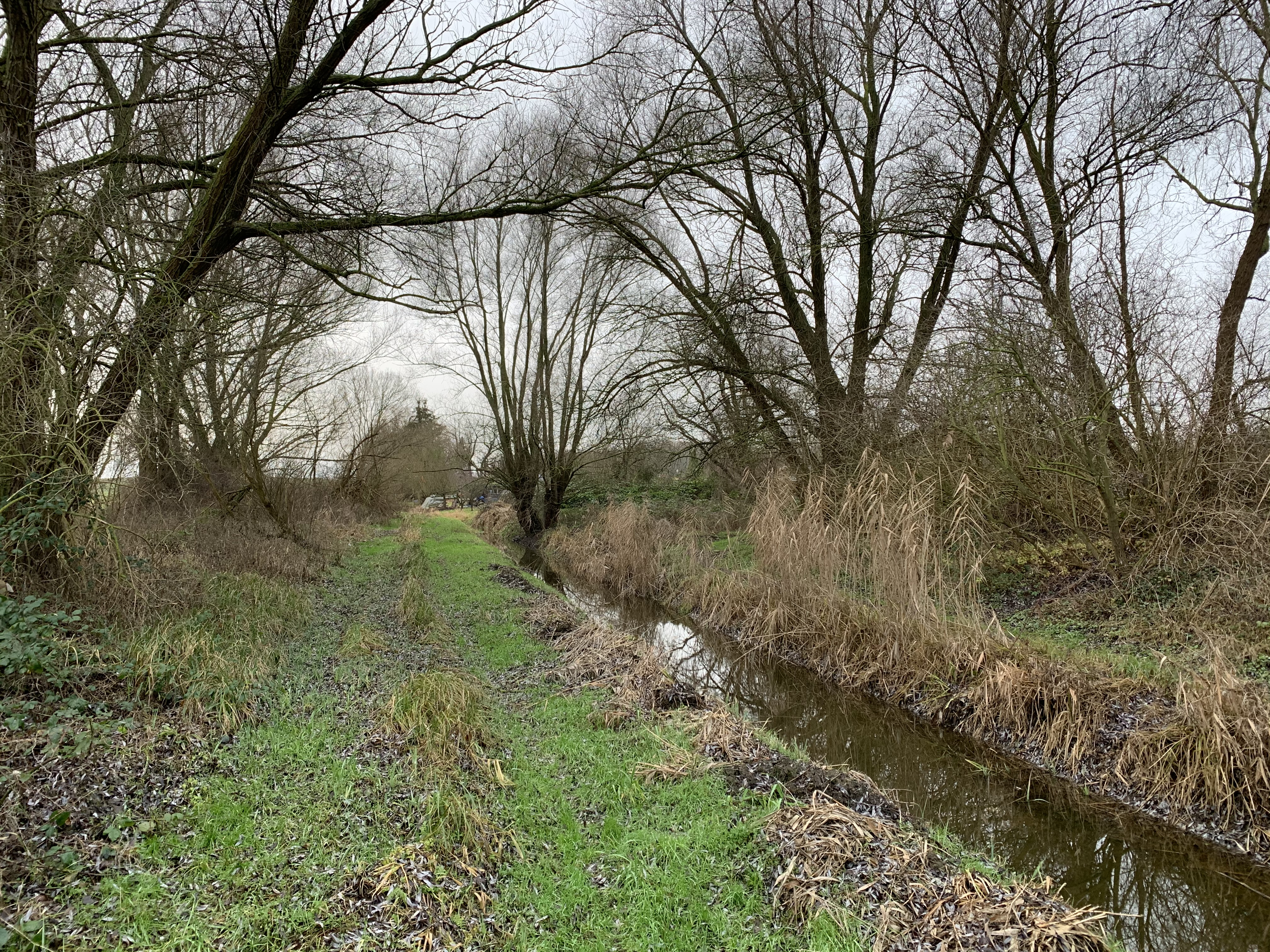
Franzosenweg

Der See entstand während der letzten Weichsel-Eiszeit. Er wurde 1921, 1949, 1955 und 1977/1978 entschlammt. Auf Initiative des Bürgermeisters Merk legten Arbeiter im Jahr 1904 im westlichen Bereich die Merkpromenade an. 1941 wurde das Wasser des Sees abgelassen und umgeleitet, um die Strasburger Zuckerfabrik mit Wasser zu versorgen. Französische Kriegsgefangene mussten den See säubern, auf dem Grund Schienen verlegen und mit dem Aushub den Seeweg anlegen. Dieser begann an der Jüteritzer Straße und verlief bis zur Brücke über den Prinzengraben. 1955 wurde der Weg in seinem südlichen Verlauf verändert und auf eine Gesamtlänge von 1045 m ausgebaut. Auf Grund seiner Historie wird er als Franzosenweg bezeichnet. Ein Findling mit einer Informationstafel am südwestlichen Ufer des Sees erinnert an diese Arbeiten. Im gleichen Jahr entstand durch Aufschüttungen die kleine Insel im See.

## Fauna und Flora
Der überwiegende Teil des Ufers ist mit Schilf bewachsen. Im See leben Aale, Brachsen, Rotaugen und der Zander. An Vogelarten wurden der Höckerschwan, der Gänsesäger, Bekassine, das Blaukehlchen, die Trauerseeschwalbe, die Nachtigall sowie Löffel-, Krick- und Schellenten gesichtet.

## Touristische Nutzung
Am nördlichen Ufer befindet sich eine Badestelle. Ein Rundwanderweg führt um den See sowie die Merkpromenade.